# Jericó (DC Comics)
Jericó, Joseph Willian Wilson, é um personagem da DC Comics. Faz parte da série dos Novos Titãs e do seriado Arrow
. É irmão de Devastadora e filho do Exterminador.
Tem o poder de fazer "contato": trata-se de olhar nos olhos de uma pessoa, e tomar posse do corpo dela, e o corpo de Jericó desaparece. Ele não pode fazer contato com olhos cibernéticos nem outro tipo de olho que não seja o humano, animal ou vegetal.